# The Elgins
I The Elgins sono stati un gruppo vocale formatosi a Detroit, negli Stati Uniti d'America, nel 1962 e attivo fino al 1967. Erano legati alla Motown Records che ha pubblicato le sue produzioni attraverso le etichette sussidiarie e sono ricordati principalmente per il brano Heaven Must Have Sent You, scritto dalla squadra di autori della Motown Holland-Dozier-Holland e reinciso negli anni seguenti da Bonnie Pointer e Diana Ross e le The Supremes.

## Storia

### Gli esordi
I membri fondatori del gruppo erano Robert Fleming, Johnny Dawson, Cleo "Duke" Miller e Norman McLean, che tra la fine degli anni cinquanta e i primi sessanta incisero diversi brani per case discografiche minori con diversi nomi come The Sensations, The Five Emeralds e The Downbeaters. Con quest'ultimo pseudonimo iniziarono a collaborare nel 1962 con la Motown, che suggerì loro di inserire nella formazione la cantante Saundra Mallett (successivamente conosciuta come Saundra Edwards dopo essersi sposata), che nello stesso periodo aveva collaborato con un altro gruppo vocale della Motown, The Vandellas.
Il loro primo singolo fu Put Yourself in My Place, pubblicato dalla sussidiaria V.I.P nel 1966 che raggiunse la posizione numero 92 della classifica Billboard Hot 100.
Raggiunsero il picco della loro notorietà con il singolo successivo, Heaven Must Have Sent You, scritto dalla squadra di autori della Motown Brian Holland, Lamont Dozier e Eddie Holland e pubblicato ancora una volta dalla V.I.P, che arrivò alla cinquantesima posizione della classifica Billboard nello stesso anno. Nello stesso periodo pubblicarono anche l'album d'esordio Darling Baby e un terzo singolo, It's Been a Long Long Time insieme al lato B I Understand My Man, che raggiunse la posizione 92 della classifica Billboard. Lo scarso interesse del pubblico verso le loro produzioni portò allo scioglimento della formazione nel 1967.

### La popolarità nel Regno Unito e la riformazione
In un momento di ritrovata popolarità della musica soul e delle produzioni Motown, nel 1971 la Motown attraverso la Tamla Motown ripubblicò nel Regno Unito il brano Heaven Must Have Sent You, che riscosse un successo ben maggiore rispetto a quello ottenuto negli Stati Uniti in occasione della pubblicazione originale raggiungendo la terza posizione della classifica britannica dei singoli. La popolarità portò a una riunione del gruppo per un tour nel Regno Unito, al quale tuttavia non volle partecipare Saundra Edwards, non interessata a proseguire il percorso artistico e sostituita nella formazione da Yvonne Vernee Allen. Insieme al loro brano più popolare venne pubblicato come singolo anche Put Yourself in My Place, che entrò nella classifica britannica, e l'album. Tutte le pubblicazioni in Regno Unito sono uscire per la Tamla Motown.
La popolarità di Heaven Must Have Sent You proseguì negli anni settanta al punto di essere reinterpretata in versione più moderna in chiave disco da Bonnie Pointer (sempre per la Motown) e nello stesso periodo anche dalla coppia di cantanti Deniece Williams e Johnny Mathis, in duetto. Negli anni ottanta il brano è stato ripreso da Diana Ross e The Supremes e gli stessi Elgins, rimasti parzialmente attivi negli anni settanta e ottanta per esibizioni dal vivo, hanno realizzato una nuova versione del brano nello stile disco inaugurato dalla Pointer e pubblicata nel 1989 dall'etichetta Nightmare Records. Subito dopo si legano alla Motorcity Records, alla quale sono rimasti legati nei primi anni novanta per la pubblicazione di due nuovi dischi di inediti: Take the Train (1990) e Sensational (1991).
Nei decenni successivi, diversi loro brani sono stati inserite nelle raccolte di brani della produzione Motown.

## Formazione
- Robert Fleming - voce (1962-1967; ?)
- Johnny Dawson - voce (1962-1967; 1971-1996)
- Cleo "Duke" Miller - voce (1962-1967; ?)
- Norman McLean - voce (1962-1967; 1971-1996)
- Saundra Mallett Edwards - voce (1962-1967)
- Yvonne Vernee Allen - voce (1971-1996)
- Jimmy Charles - voce (1971-1996)

## Discografia

### Album in studio
- 1966 - Darling Baby (V.I.P. VM400); per il Regno Unito, nel 1971: (Tamla Motown STML/TML11081)
- 1990 - Take the Train (Motorcity Records, MOTCLP 39)
- 1991 - Sensational (Motorcity Records, MOTCCD 75)

### Raccolte
- 1996 - The Best of The Elgins (HTCD 7733-2)
- 1997 - The Elgins Meet The Monitors (con i The Monitors) (Marginal ISO 9002)
- 2007 - The Motown Anthology (Universal UK B000OONPO0)

### Singoli
- 1966 - Put Yourself in My Place/Darling Baby (V.I.P. 25029); per il Regno Unito: (Tamla Motown TMG551)
- 1966 - Heaven Must Have Sent You/Stay in My Lonely Arms (V.I.P. 25037); per il Regno Unito: (Tamla Motown TMG583)
- 1967 - I Understand My Man/It's Been a Long Long Time (V.I.P. 25043); per il Regno Unito (Tamla Motown TMG615)
- 1968 - Put Yourself in My Place/Darling Baby (Tamla Motown TMG642)
- 1971 - Heaven Must Have Sent You/Stay in My Lonely Arms (V.I.P. 25065); per il Regno Unito (Tamla Motown TMG771)
- 1971 - Put Yourself in My Place/It's Gonna Be Hard Times (Tamla Motown TMG787)
- 1989 - Heaven Must Have Sent You (Nightmare Records)
- 1992 - It's Sensational (Motorcity Records, 12 MOTC 43)